# Edward Murray Wrong
Edward Murray Wrong (14 avril 1889 - 15 février 1928) est un historien né au Canada, vice-président du Magdalen College d'Oxford (1924-1925) ,.

## Biographie
Connu sous le nom de Murray, il est le fils de l'historien canadien George MacKinnon Wrong et de Sophia Hume Wrong, fille de l'homme politique Edward Blake. Il est le frère du diplomate Humphrey Hume Wrong. Comme tous ses frères et sœurs et son père, il fait ses études à l'Université de Toronto. Il se rend ensuite au Balliol College d'Oxford, où il suit les cours d'Arthur Smith (historien) et obtient les honneurs de première classe en histoire moderne en 1913.
En 1914, il est élu à une bourse par examen au Magdalen College d'Oxford, devenant le premier boursier canadien du collège, et en 1915, il est élu au prix Beit d'histoire coloniale. Ayant été refusé pour le service militaire pour des raisons de santé, Wrong est directeur adjoint de la Manchester School of Technology entre 1916 et 1919, date à laquelle il est élu membre officiel et tuteur de Magdalen.

## Famille
En 1915, Wrong épouse Rosalind Grace Smith, sixième fille d'Arthur Smith, son ancien tuteur et maître du Balliol College d'Oxford. Ils ont deux fils et quatre filles, dont l'historienne Rosalind Mitchison et le scientifique médical Oliver Wrong (en). Sa fille, le Dr Elizabeth Catherine Wrong, épouse l'homme politique travailliste Peter Shore.
La journaliste britannique Michela Wrong (en) est sa petite-fille.